# Chiesa di San Martino di Tours (Lavizzara)
La chiesa di San Martino di Tours è un edificio religioso che si trova a Sornico, frazione di Lavizzara in Canton Ticino.

## Storia
Probabilmente la costruzione risale all'XI secolo, anche se viene citato per la prima volta in documenti storici risalenti al 1372. Nel corso dei successivi secoli la chiesa subì diversi rimaneggiamenti, fino ad arrivare all'aspetto odierno nel 1597.

## Descrizione
La chiesa si presenta con una pianta ad unica navata ricoperta da un soffitto a cassettoni, opera realizzata nel 1590.